# Francisco Coutinho Mascarenhas
Francisco Edwirges Coutinho de Sousa Mascarenhas (São Francisco do Sul, 13 de maio de 1913 – São Francisco do Sul, 17 de janeiro de 1970) foi um jornalista e político brasileiro.
Filho de Antônio Henrique Coutinho de Sousa Mascarenhas e de Isabel Selmira Lopes Freitas de Sousa Mascarenhas. Bisneto do comendador João Francisco de Sousa Coutinho.
Nas eleições de 1950 foi candidato a deputado estadual para a Assembleia Legislativa de Santa Catarina pela União Democrática Nacional UDN, obtendo 2.331 votos e ficando na suplência. Convocado, tomou posse na 2ª Legislatura (1951-1955).